# Весселинк, Вигер
Вигер Весселинк (нидерл. Wieger Wesselink) — нидерландский шашист, чемпион Нидерландов по международным шашкам 1993 года. Международный мастер (MI).
Гроссмейстер Нидерландов.
Весселинк работает в Техническом университете Эйндховена, занимается программированием. Он также является сертифицированным преподавателем кундалини йоги в Студенческом спортивном центре Эйндховена.

## Спортивная биография
Вигер Весселинк дебютировал на международном уровне в 1984 году на чемпионате мира среди юниоров, где набрал 16 очков вместе с Андрисом Кейселсом и Йоханом Крайенбринком, уступив им по коэффициенту Зоннеборна—Бергера и в итоге занял 5 место. На следующий год вновь участвовал на этом турнире и занял 7 место.
На национальных чемпионатах участвовал с  1987 года. Наибольшего успеха добился в 1993 году в Апелдорне. По итогам турнира Весселинк и Роб Клерк набрали по 16 очков. После турнира они сыграли дополнительный матч из трёх партий. Первую игру выиграл Весселинк, вторую - Клерк, а третья закончилась вничью. Поскольку Весселинк имел лучший коэффициент Зоннеборна—Бергера, он стал чемпионом Нидерландов.

### Чемпионат Нидерландов
- 1987 — 10 место
- 1988 — 10 место
- 1992 — 5 место
- 1993 — 1 место
- 1994 — 11 место
- 1995 — 11 место
- 1998 — 6 место
- 1999 — 6-11 место
- 2001 — 8-10 место
- 2002 — 9 место

### Чемпионаты мира
- 1994 — 11 место
- 1990 — 10 место
- 2000 — 5 место (блиц)
- 2009 — 32 место (блиц)